# Lotus Seven
Der Lotus Seven ist ein zweisitziges, offenes Sportwagenmodell von Lotus Cars. Der spartanisch ausgestattete, leichte und verhältnismäßig kleine Sportwagen wurde zwischen 1957 und 1972 produziert.

## Geschichte
Der Lotus Seven wurde 1957 auf den Markt gebracht, nachdem bereits der Lotus Eleven in limitierter Stückzahl produziert worden war. Basierend auf Chapmans erstem in Serie hergestellten Sportwagen, dem Lotus 6, wurde der Seven von einem 40 bhp starken Ford-Seitenventilmotor mit 1172 cm³ Hubraum angetrieben. Der Wagen war damit hauptsächlich für günstige Club-Rennen auf kurzen Strecken ausgelegt.
1960 folgte die Serie 2 (S2) und 1968 die Serie 3 (S3). 1970 veränderte Lotus das Design des Autos deutlich; es entstand die etwas konventioneller proportionierte Serie 4 (S4) mit einer eckigeren GFK-Karosserie, die den bisherigen Aluminiumaufbau größtenteils ersetzte. Mit der Serie 4 bot der Seven auch erstmals serienmäßige Komfortmerkmale wie ein Heizgebläse. Das S4-Modell wurde jedoch nicht gut angenommen, und Lotus verkaufte nur wenige Exemplare.
Durch das damalige Steuersystem (Purchase Tax, Verbrauchssteuer) konnte das Auto günstiger verkauft werden, indem man es als Kit Car anbot, da so der Steueraufschlag entfiel, der bei fertig montierten Fahrzeugen angefallen wäre. Die Steuergesetze besagten jedoch, dass den Bausätzen keine Bauanleitungen beigelegt werden durften. Lotus nutzte jedoch eine Lücke im Gesetzestext und lieferte den Kunden Demontageanleitungen, welche zur Montage des Fahrzeugs nur noch in umgekehrter Reihenfolge befolgt werden mussten. Mit dem Beitritt des Vereinigten Königreichs zur EWG am 1. Januar 1973 musste die britische Regierung die Verbrauchssteuer durch die Mehrwertsteuer ersetzen. Damit entfielen die steuerlichen Vorteile, und die Lotus-Seven-Bausatzfahrzeuge fanden ihr Ende.
1973 entschied Lotus, das „Kit-Car-Image“ vollständig abzulegen und sich stattdessen auf limitierte Renn- und Sportwagen zu konzentrieren. Lotus verkaufte deshalb die Produktionsrechte des Seven an seinen letzten verbliebenen Vertragshändler Caterham Cars. Nachdem Caterham für eine kurze Zeit die Serie 4 weiterproduziert hatten (darunter fiel auch die Montage verbliebener Lotus-Kits), führten sie ihre Version des Serie-3-Modells ein. Diese wird seitdem als Caterham Seven weiterproduziert und ständig überarbeitet. Daneben haben sich viele weitere Betriebe gefunden, die der Idee des kleinen, leichten Sportwagens folgen und sehr ähnliche Fahrzeuge anbieten, darunter Irmscher (D), Westfield (GB), Dax (GB), Sylva (GB), Locust (GB), Robin Hood (GB), Donkervoort (NL), HKT (D), VM (D), Rush (D) und RCB(D).
Der Lotus 7 stellt in der Geschichte der Lotus-Modelle eine Besonderheit dar. Bis in die heutige Zeit erhielten alle Straßenmodelle eine mit „E“ beginnende Modellbezeichnung, alle Rennwagen dagegen wurden mit einer fortlaufenden Nummer versehen. Nur der Lotus Seven trug eine Nummer, obwohl er ein Straßenfahrzeug war, wenn auch als Rennwagen konstruiert.
Seinen berühmtesten Medienauftritt hatte der Super 7 1967 in der britischen Kult-Fernsehserie The Prisoner/Nummer 6 (1969 im ZDF). Im Vorspann fährt der Protagonist „Nummer Sechs“, gespielt von Patrick McGoohan, damit durch die City of London auf dem Weg zu seinem Vorgesetzten, um ihm sein Rücktrittsschreiben zu übergeben. In einer Episode (Herzlichen Glückwunsch/Many Happy Returns) berichtet „Nummer 6“ davon, wie er den Wagen gebaut hat und deswegen perfekt kennt. McGoohan hatte sich das Modell selbst ausgesucht, um das Individualistische an der Figur zu unterstreichen. Graham Nearn, der damalige Eigentümer des Unternehmens, ist in der letzten Episode „Demaskierung“ selbst kurz als Mechaniker zu sehen, der Nummer Sechs’ Lotus vor dessen Haus abstellt.

## Versionen
Serie 1

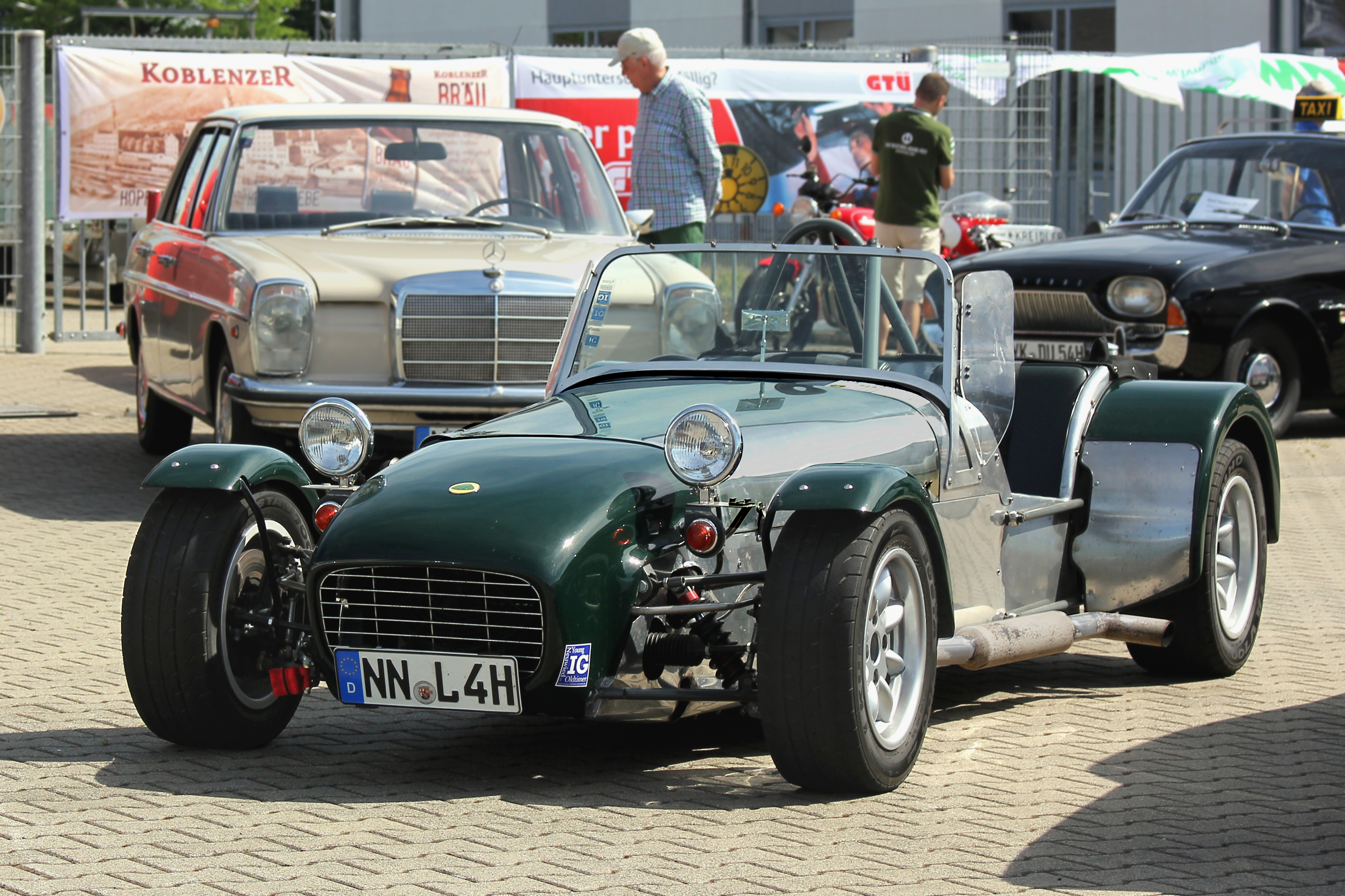
Lotus Seven mit Twin-Cam-Motor

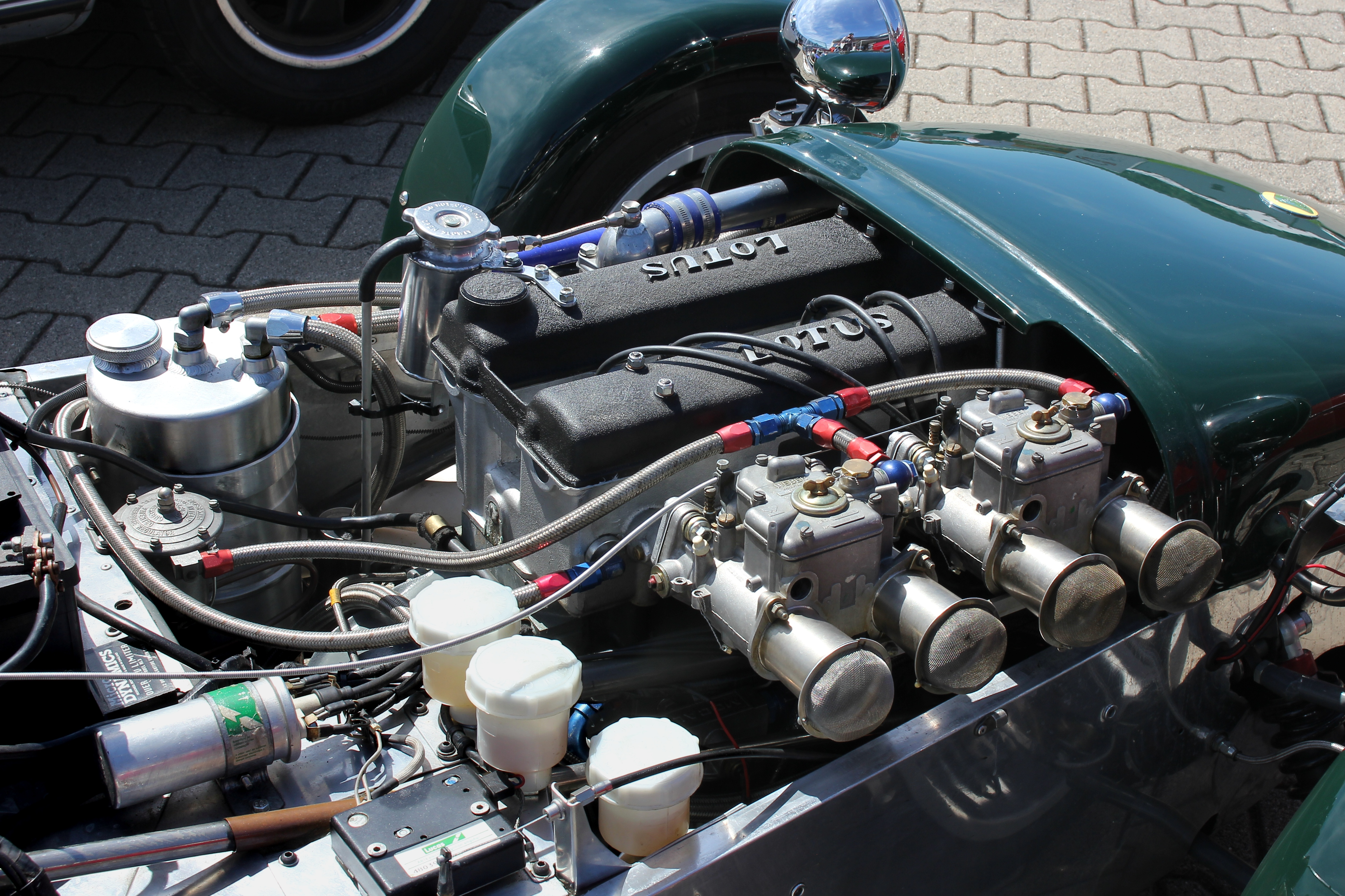
Lotus Twin Cam

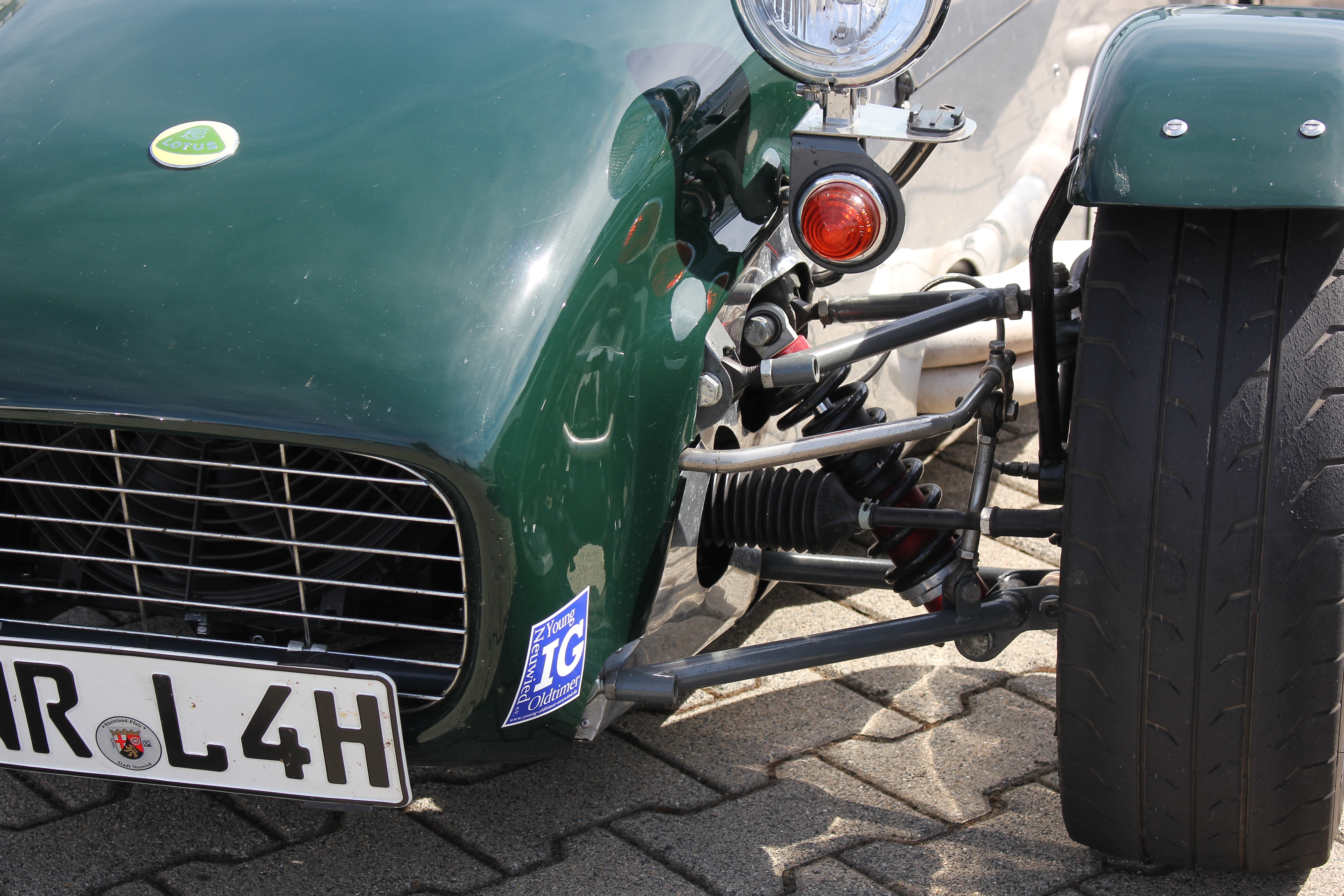
Vordere Radaufhängung

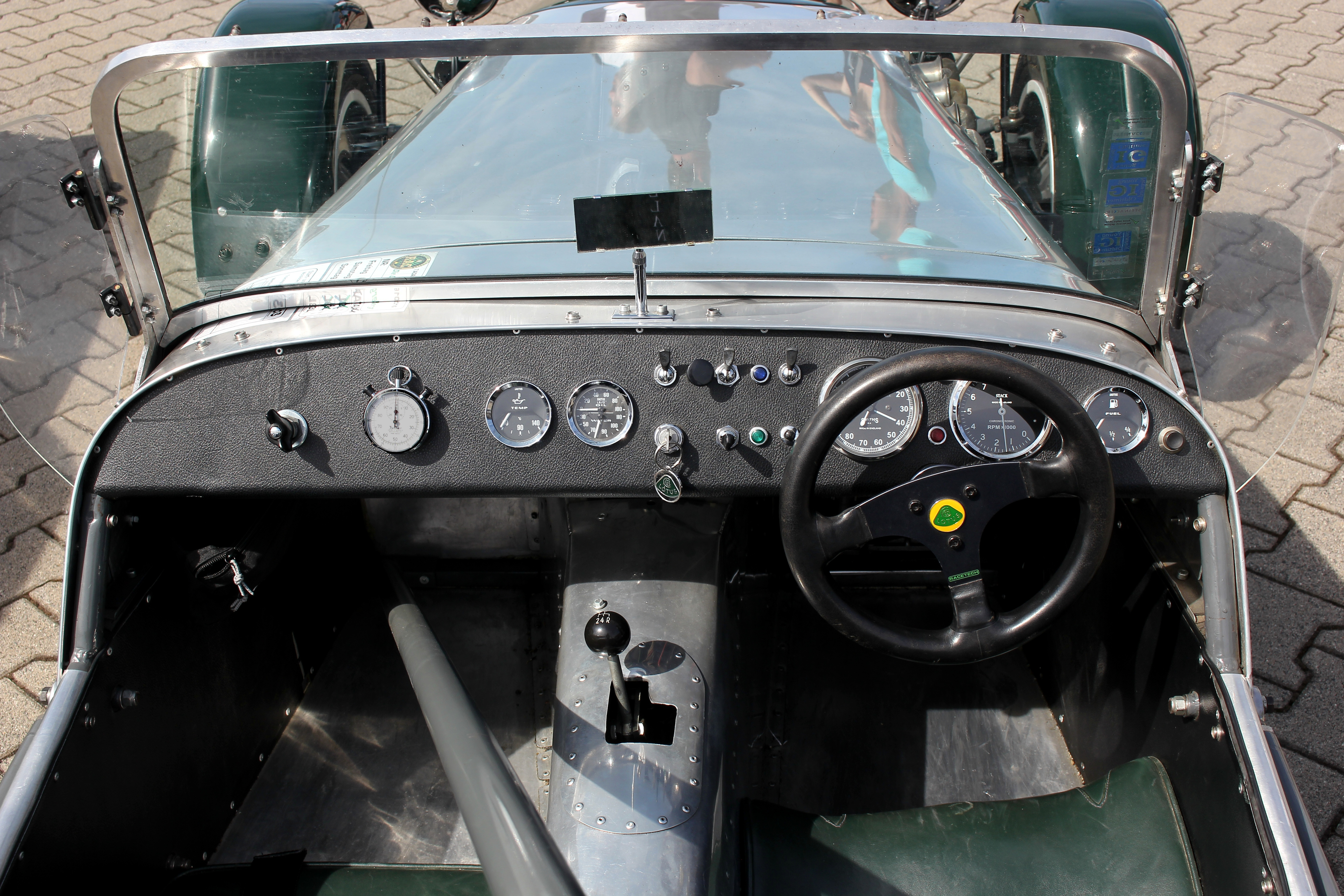
Cockpit

Aluminiumkarosserie. Produzierte Stückzahl: 243
- 7F (Ford-Motor, 1.172 cm³, 28–40 PS, Dreiganggetriebe), 1957–1960
- 7C (Coventry-Climax-Motor, 1.098 cm³, 75 PS, Vierganggetriebe) 1958–1960
- 7A (BMC-Motor, 948 cm³, 37 PS, Vierganggetriebe), 1958–1960
- 7 America (Austin-Healey-Motor, 43 PS, Vierganggetriebe), 1958–1960

Serie 2
Kunststoffkotflügel und -schnauze, Alukarosserie und Vierganggetriebe. Produzierte Stückzahl: ca. 1.310
- 7F (Ford-Motor, 1.172 cm³, 40 PS), 1960–1961
- 7A (BMC-Motor, 948 cm³, 37 PS), 1960–1961
- 7 America (Austin-Healey-Motor, 1.098 cm³, 55 PS), 1960–1961
- 7 105E (Ford-Motor, 997 cm³, 39 PS), 1961–1968
- Super 7 Cosworth 1340 (Ford-Cosworth-Motor, 1.340 cm³, 85 PS), 1961–1962
- Super 7 1500 (Ford-Cosworth-Motor, 1.498 cm³, 66–100 PS), 1962–1968
- 7 Serie 2 1/2 (Ford-Motor, 1.598 cm³, 84 PS), 1968

Serie 3
Produzierte Stückzahl: ca. 340
- 7 1300/1600 (Ford-Motoren, 1.297/1.598 cm³, 72/84 PS), 1968–1969
- 7 S (Ford-Holbay-Motor, 1.598 cm³, 120 PS), Einzelstück, 1969
- 7 SS (Lotus-Motor, 1.558 cm³, 115–125 PS), 13 Stück, 1969

Serie 4
Stark geänderte, größere Karosserie. Produzierte Stückzahl: ca. 625
- 7 1300/1600GT (Ford-Motoren, 1.297/1.598 cm³, 72/84 PS), 1970–1972
- 7 Twin Cam (Lotus-Motor, 1.558 cm³, 115–125 PS), 1970–1972[3]